# Coda M/M/1
In teoria delle code, una coda M/M/1 rappresenta la lunghezza di una coda in un sistema composto da un singolo server, in cui gli arrivi sono determinati da un processo di Poisson e i tempi servizio hanno distribuzione esponenziale. Il nome è dovuto alla Notazione di Kendall.

## Definizione
Una coda M/M/1 è un processo stocastico a valori nei numeri naturali, dove il valore ad un tempo fissato corrisponde al numero di utenti nel sistema, inclusi quelli che stanno ricevendo il servizio.
- Gli arrivi sono determinati da un processo di Poisson di intensità λ, e spostano il processo da uno stato i a quello successivo i+1
- I tempi di servizio hanno distribuzione esponenziale di parametro μ
- Il server non può essere occupato da più utenti nello stesso momento. Quando il servizio finisce, l'utente lascia la coda e il processo si sposta dallo stato i al precedente i-1
- Non c'è nessun limite al numero di utenti che può contenere il sistema.

Il processo può essere descritto come una catena di Markov a tempo continuo, in particolare da un processo di nascita e morte con generatore
{\displaystyle Q={\begin{pmatrix}-\lambda &\lambda \\\mu &-(\mu +\lambda )&\lambda \\&\mu &-(\mu +\lambda )&\lambda \\&&\mu &-(\mu +\lambda )&\lambda &\\&&&&\ddots \end{pmatrix}}}

## Proprietà
Il processo è stabile solo se {\displaystyle \lambda <\mu }. Se in media vi sono più arrivi di quanti il sistema può servirne, la coda crescerà indefinitivamente e non ci sarà equilibrio. Se chiamiamo {\displaystyle \rho ={\frac {\lambda }{\mu }}}, la condizione diventa {\displaystyle \rho <1}. Imponendo questa condizione, si ha che
- La distribuzione stazionaria del processo è geometrica di parametro {\displaystyle \rho }

{\displaystyle \pi _{i}=(1-\rho )\rho ^{i}.}
- La probabilità di avere {\displaystyle n} o più utenti nel processo è data da {\displaystyle \rho ^{n}}
- Il numero medio di utenti nel sistema è

{\displaystyle L_{s}=\sum _{k=0}^{\infty }{k\pi _{i}}={\frac {\rho }{1-\rho }}}
- Il tempo medio passato da un utente nel sistema è ottenibile utilizzando la legge di Little:

{\displaystyle W_{s}={\frac {L_{s}}{\lambda }}={\frac {1}{\mu -\lambda }}}
- Il numero medio di utenti in coda è

{\displaystyle L_{q}=\sum _{k=1}^{\infty }{(k-1)\pi _{i}}={\frac {\rho ^{2}}{1-\rho }}}
- Il tempo medio passato da un utente in coda è

{\displaystyle W_{q}={\frac {L_{q}}{\lambda }}=W_{s}-{\frac {1}{\mu }}={\frac {\rho }{\mu -\lambda }}}